# Сусловщина
Сусловщина —   упразднённая в 2012 году деревня в составе Мурашинского района Кировской области. Входила на год упразднения в Мурашинское сельское поселение.

## География
Находится на расстоянии примерно 42 километра по прямой на юго-запад от районного центра города Мураши.

## История
Деревня известна с 1891 года. В 1905 году здесь было учтено дворов 12 и жителей 82, в 1926 23 и 101, в 1950 18 и 51, в 1989 году 11 жителей.  
Упразднена 28.06.2012.

## Население
Постоянное население  составляло 6 человек (русские 100 %) в 2002 году, 0 в 2010.